# Synopeas inquilinus
Synopeas inquilinus is een vliesvleugelig insect uit de familie van de Platygastridae. De wetenschappelijke naam van de soort is voor het eerst geldig gepubliceerd in 1904 door Kieffer.